# Záhadný pan Quin
Kniha Záhadný pan Quin od Agathy Christie je jednou z mnoha knih této významné spisovatelky detektivního žánru. V této sbírce povídek se objevuje nejtajuplnější postava, jakou kdy spisovatelka vytvořila – pan Quin. Tento muž se zjevuje vždy naprosto nečekaně a nechává za sebou změněné osudy živých i zemřelých lidí. Kniha obsahuje dvanáct povídek. V každé povídce se hlavní postava, pan Satterthwaite, velmi známý muž a milovník lidských dramat a problémů, ocitne před vraždou nebo smrtí již několik let starou. Ale za pomoci pana Quina se vždy podaří záhadu vyřešit.

## Povídky
1. Pan Quin přichází
2. Skvrna na skle
3. Hostinec u Kára a rolničky
4. Znamení na nebi
5. Duše krupiérova
6. Muž, jenž přichází z moře
7. Hlas v temnotě
8. Tvář Heleny
9. Mrtvý harlekýn
10. Raněný pták
11. Na konci světa
12. Harlekýnská ulička

## Obsah povídek

### Pan Quin přichází
Je Nový rok a v sídle Royston Hall se koná večírek. Jsou zde přítomni manželé Portalovi, pan Conway, majitelé sídla Eveshamovi a nenápadný pan Satterthwaite. Všichni se dobře baví, když vtom někdo zaklepe na dveře. Když pan Evesham otevře, zjistí, že jde o mladého muže, kterému se porouchal vůz a čeká, až ho sluha opraví. Představuje se jako Harley Quin. Přidává se k ostatním a všichni se začínají bavit o předchozím majiteli sídla, o Dereku Capelovi. Ten se před několika lety zastřelil. Byl to bezstarostný muž, neměl důvod k sebevraždě. Stalo se to takhle: v sídle se konala menší slavnost, všichni se dobře bavili, i Capel. Ale když pošťák přinesl noviny a předal je, odebral se do svého pokoje a střelil se do hlavy. Je to opravdu velká záhada. A kdy že se to stalo? Asi týden po zmizení jeho psa a smrti starého Appeltona z vesnice. Ten také zemřel za záhadných okolností, ale je téměř jasné, že ho otrávila jeho žena, která ale vyvázla bez trestu a odstěhovala se. Když si pan Quin vyslechl celou historii, zamyslel se. Pak najednou začal vyprávět, jako by o tom všechno věděl: Derek Capel a Appeltonova žena spolu měli vztah, milovali se. Dohodli se, že se zbaví bohatého starého Appeltona a utečou spolu. Capel proto přichystal jed a Appeltonová ho nalila do manželovy karafy s vínem. Jed se pomalu rozpouští než začne zcela působit. A začal působit týden před Capelovou sebevraždou. Jenže Capel o povedené vraždě nevěděl, jelikož byla v té době obrovská sněžná vánice a pošťák se do sídla s novinami nemohl dostat. Sněžit přestalo, když byla ta malá slavnost, takže pošťák již přišel s novinami. Předal je Capelovi a ten se rychle odebral do svého pokoje, aby si mohl podrobnosti pečlivě přečíst. Dočítá se také, že z vraždy byla obviněna Appeltonová a zalekl se, že by ho mohla podvést a říct, že to byl jen a jen Capelův nápad. A jeho obavy se potvrdí, když vyhlédne z okna a spatří strážníka. Jenže neviděl, jak mu nese jeho ztraceného psa, který zemřel ve sněhu. Capel se vyleká a raději, než aby byl obviněn z vraždy Appeltona a oběšen, sáhne po revolveru a střelí se do hlavy...
Všichni na novoročním večírku nemohou uvěřit svým uším. Dává to smysl a nejspíš je to pravda. Pan Quin je génius. Loučí se a s opraveným vozem odjíždí, ale s panem Satterthwaitem se neviděl naposledy.

### Skvrna na skle
Pan Satterthwaite si užívá víkend na velkolepém sídle Greenway's House u manželů Unkertonových. Kromě nich zde tráví volný čas i lady Cynthia Drageová, Richard a Moira Scottovi, major Porter, Iris Stavertonová a mladý kapitán Jimmy Alenson, kterého lady Cynthia potkala na svatbě Scottových v Egyptě. Všichni se docela baví, když pan Satterthwaite začne Iris Stavertonové vyprávět strašidelný příběh o zdejším panství. Před několika lety zde žil starý lord s mladou manželkou. Manželka si pár let po svatbě našla milence a chtěla s ním utéct. Když je manžel načapal, jak si balí kufry, milenec ho probodl dýkou. Milenci tedy utíkají z panství a když se ohlédnou, spatří, jak na ně z okna civí duch zabitého lorda. Od té doby je na tabulce skla v onom pokoji vidět skvrna, připomínající muže s kloboukem s pavím peřím. Major Porter a pan Satterthwaite se jdou na přízrak na skle podívat. Když tak stojí na kopci a prohlíží si to, Porter najednou začne říkat, že sem Iris vůbec neměla jezdit, že nechápe, jak ji sem mohli pozvat. Nechápající pan Satterthwaite se raději vrací. Už večer a všichni jsou v domě, dobře se baví. Ale když pan Satterthwaite prochází kolem salonku, uvidí, jak Iris Stavertonová křičí na Richarda Scotta. Očividně se nenávidí. Satterthwaite se raději přidává k Unkertonovým. Paní Unkertonová začíná s tím, že dá tabulku skla již vyměnit, i když po každé, když se vymění, se na nové za čas objeví znovu. Satterthwaite si jde raději brzy lehnout. 

Druhý den ráno se v jídelně na snídani potkává znovu s majorem Porterem a dohodnou se, že se půjdou znovu podívat na ten přízrak na skle. Vyjdou na kopec, odkud je dobře vidět a zjistí, že ji Unkertonová ještě nevyměnila. A Porter opět začne, že sem Iris neměli zvát, že to byla obrovská hloupost. A když tak Porter mluvil, zaslechli najednou všichni dva ohlušující výstřely. Běží na terasu, odkud výstřely pocházely a nalézají zde dvě mrtvá těla, mladého kapitána Alensona a paní Moiru Scottovou. Nad nimi se sklání vystrašená Iris Stavertonová s pistolí v ruce. Říká, že ji jen zvedla, ale nikdo ji nevěří.

Večer téhož dne přijíždí inspektor Wilfred a vraždy vyšetřuje. Oba byli zastřeleni jednou pistolí do břicha. Unkertonovi a lady Cynthia Drageová byli na zahradě, hráli bridž. Richard Scott, který byl vraždou své ženy nejvíce zasažen, byl viděn, jak hraje kulečník v salonku. A Iris Stavertonová se procházela u terasy, když zaslechla výstřel. Ale co na terase dělala paní Scottová a Alenson? Inspektor přichází s teorií, že Alenson držel Scottovou v náruči, když byli zastřeleni. Když jsou všichni pozváni do salonku, přichází najednou zničehonic muž, kterého pan Satterthwaite již znal. Pan Harley Quin, který si jde od Unkertonových koupit jakýsi obraz. A po vyslechnutí událostí klade pár otázek. První směřovala na pana Satterthwaita. Čeho si nejdřív všiml, když spatřil zavražděné? Jak Moiře Scottové stéká po uchu krev. Jak to? Quin má odpověď. Vrah se totiž nejdříve trefil do jejího ucha a až pak zastřelil jednou kulkou dva najednou. Druhá otázka směřuje na pana Unkertona. Proč sebou tak cukl, když viděl Quina přicházet? Protože zrovna, když vyměnili tu tabulku skla, na které je vidět ta tajemná skvrna, přijde nějaký návštěvník. Cože?! podiví se major Porter a pan Satterthwaite, když tohle uslyší. Vždyť ji přece nevyměnili, sami viděli, jak tam skvrna pořád je. Ale ano, již brzy ráno. Pan Quin v tom má jasno. Všichni utíkají za majorem Porterem, kterému vše došlo. Vběhnou do pokoje s oním oknem, skvrna už tam opravdu není. Za ním visí závěs, který když odtáhnou, spatří paví pera pod oknem. Porter otevře skříň a v ní velký klobouk a škraboška. 
 Quin začne vysvětlovat: Moira Scottová a kapitán Alenson se znali již dříve. Potkali se na svatbě Scottových v Egyptě a zamilovali se do sebe. Od té doby byli milenci. Po dlouhé době se sešli zde, v sídle Greenway's House. A Richard Scott to věděl. A také věděl, že se chtějí dnešního rána sejít na terase a proto si vzal na hlavu klobouk s pavími péry a škrabošku a dělal skvrnu na skle, aby kdyby ho někdo viděl, na nic nepřišel. A když jeho žena skočila Alensonovi do náruče, vytáhl svou pistoli, kterou celou dobu svíral v ruce a dvakrát zastřelil. Poté zbraň vyhodil z okna a Iris Stavertonová ji později sebrala. V salonku ho viděli hrát kulečník jen dříve, pak už se Richard Scott odebral do pokoje špehovat ženu...

 Harley Quin má opět pravdu, Richard Scott se přiznává a je za vraždy oběšen. Quin ještě ten den odjíždí, ale s panem Satterthwaitem vraždu nevyšetřuje naposledy.

### Hostinec U Kára a rolničky
Pan Satterthwaite se zastaví ve vesničce Kirklington Mallet. Ale ne dobrovolně. Porouchá se mu auto a než ho mechanik opraví, zajde do hostince U Kára a rolničky. Objednává si jídlo a ke svému velkému překvapení zjišťuje, že zde tráví odpoledne i pan Harley Quin. Přisednou si k sobě a povídají si. Je velká bouře a pan Satterthwaite najednou utrousí, že je bouře jak v noci, kdy se ztratil kapitán Richard Harwell. Byl to bezstarostný mladík, který měl krátce po svatbě s krásnou Eleanor Le Couteau. Quin se Satterthwaitem se chtějí o případu dovědět víc a tak vyzpovídají hostinského a jeho dceru. Zjišťují, že poslední, kdo kapitána Harwella viděl, byl zahradník, John Mathias, který byl později nucen se odstěhovat. Je to záhada, která otřásla celým krajem. 
 A co se vlastně stalo? Harwell byl členem velké a vážené rodiny ve vesnici a manželství s Eleanor rodina neuznávala. A tak novomanžele napadlo, že nadobro zmizí, aby jim rodina nemohla mluvit do vztahu. Domluví se se zahradníkem, že Harwell vezme jeho místo u jiné rodiny, kde byl domluven a nastoupí zde i se ženou, která po manželově zmizení utekla. Takže teď v klidu žijí jako manželé zahradníci. 
 Quin a Satterthwait jsou s jejich verzí spokojeni, zřejmě je to pravda. Automobil je spravený a pan Satterthwaite odjíždí.

### Znamení na nebi
Lady Vivien Barnabyová byla střelena puškou do týla jen pár minut na to, co z domu Barnabyů odešel pan Martin Wylde. A i když je to od nich k němu domů jen pár minut, jemu to trvalo dvacet osm minut. A ještě k tomu byly na pušce jeho otisky prstů. Wylde sice říká, že se o ni jen opřel, nic víc, ale policie tomu nevěří a Wylde byl souzen a odsouzen. Pan Satterthwaite ale v jeho vinu nevěří a když jednoho dne v restauraci potkává pana Quina a díky němu si dodává ještě více odvahy, pluje do Kanady za služebnou Barnabyových, od které se toho moc nedovídá. Jen to, že chvíli po Wyldově odchodu se domů vrátil manžel zavražděné, pan George a nalezl ji tam. Dostává od ní telefonní číslo a vrací se do Anglie. Po rozhovoru s Quinem si opět dodává odvahy a volá služce. Ptá se, kdy pan George odešel. Služka to ví, díky znamení na nebi, velkému oblaku připomínající dlaň, který vyvolal vlak. Odešel v půl sedmé. A to také slyšela služka výstřel! Satterthwaite rychle běží za Georgem a -- je to pravda. Zavraždil, odešel a rychle šel do klubu hrát s kamarády bridž. Když střílel, měl rukavice, využil toho, že se o zbraň pak opřel Wylde.